# Campanya dels Senussi
La Campanya dels Senussi va tenir lloc al nord d'Àfrica, entre el novembre de 1915 fins al febrer de 1917, durant la Primera Guerra Mundial entre l'Imperi Britànic i el Regne d'Itàlia contra els senussi. Els senussi eren una tribu i alhora una secta religiosa islàmica resident en Líbia i Egipte, que van simpatitzar amb l'Imperi Otomà i l'Imperi Alemany.
L'estiu de 1915, els otomans van convèncer el Gran Senussi sàyyid Àhmad aix-Xarif per a realitzar un gihad, atacant la zona ocupada d'Egipte pels britànics des de l'oest i fomentar la insurrecció a Egipte, per a treure les tropes britàniques de la Campanya del Sinaí i Palestina.
Els senussi va travessar la frontera entre Líbia i Egipte al novembre de 1915, i van realitzar una campanya al llarg de la costa egípcia, on les forces de l'Imperi britànic es va retirar inicialment, però que després van derrotar els senussi en diversos combats, que va culminar amb la batalla d'Agagia i la recuperació de la costa al març de 1916. A l'interior, es va fer una campanya en els oasis que va continuar fins al febrer de 1917, després de la qual es va negociar una pau i la regió va restar en calma fins al final de la guerra, amb l'excepció de les patrulles britàniques amb avions i vehicles blindats.

## Antecedents

### Els Senussi
Abans de 1906, quan els senussi es van involucrar en la resistència contra els francesos, eren una «secta religiosa relativament pacífica del desert del Sàhara, en oposició al fanatisme».
Durant la Guerra italo-turca (del 29 de setembre de 1911 fins al 18 d'octubre de 1912), les forces italianes van ocupar enclavaments al llarg de la costa de Líbia i els senussi van començar a oferir resistir des de l'interior, mantenint les relacions generalment amistoses amb els britànics d'Egipte.
El 1913 els italians van ser derrotats en la batalla d'Etangi, però el 1914 els reforços italians els van animar.
Pel gener, els senussi estaven al sud-est de la Cirenaica i tenien prop de 10.000 homes armats amb fusells moderns, amb munició d'una fàbrica que produïa 1.000 bales diàries. Va continuar una lluita intermitent entre els italians de les ciutats fortificades i el senussi que viatjaven pel desert.
El 5 de novembre, els britànics van declarar la guerra a l'Imperi Otomà. L'Imperi Otomà va encoratjar als senussi per a atacar Egipte des de l'oest. Els otomans volien que els senussi duguessin terme operacions contra la part del darrere dels defensors del Canal de Suez. Els otomans havien fracassat en anteriors atacs contra les forces britàniques del Sinaí cap a l'est i volien que fossin distrets amb atacs des de la direcció oposada.

### L'Imperi Otomà
Al febrer de 1915, els enviats otomans, incloent-hi Nuri Killigil, el mig germà d'Enver Pasha, i Jaafar Pasha, un àrab bagdadí de l'exèrcit otomà, van intrigar per a provocar problemes entre sàyyid Àhmad, el Gran Senussi, i els britànics amb la planificació d'una incursió a Sallum en 15 de juny, però va fracassar.
Finalment, Nuri va aconseguir eventualment el comandament de les forces militars senussi i va començar a entrenar els reclutes d'Aulad Ali. Els enviats otomans van negociar un acord amb el Gran Senussi, en què els seus seguidors atacarien als britànics d'Egipte des de l'oest, encara que la seva decisió no va ser recolzada per tots els senussi. Els otomans van proporcionar metralladores i artilleria utilitzades en vaixells i posteriorment en submarins alemanys, equipament i diners.
El novembre de 1915, la grandària de les guarnicions britàniques a Egipte es van reduir molt per les expedicions a Gal·lípoli i Mesopotàmia. La frontera occidental d'Egipte estava protegida per la Guàrdia Costanera egípcia (sota el comandament del tinent coronel C.L. Snow); el comandant era el responsable de mantenir bones relacions amb els beduïns locals i amb els senussi.

### El terreny
Al llarg de la costa mediterrània, el terreny és una franja de terra ben regada, prou per a donar suport al pasturatge de camells i ovelles; l'excavació del sòl cavant a la recerca d'aigua generalment té èxit, però els pous i cisternes són sovint molt distants i de vegades inesperadament secs. El terra està ple de pols a l'estiu i enganxós durant la temporada de pluges de desembre al març, quan els dies són relativament freds i les nits frígides. El sud de la franja costanera és un altiplà de pedra calcària nua, d'uns 80 km d'ample en El Dabaa i de 240 km d'ample en Sallum.
Al sud es troba el desert, amb dunes de sorra de diversos centenars de kilòmetres.
L'oasi de Siwa, un bastió senussi, es troba 260 km al sud de Sallum, a la vora del mar de sorra. A l'est hi ha una cadena d'oasis, alguns prou a prop de la vall del Nil dins de l'abast dels assaltants senussi muntats en camells.
Un ferrocarril d'ample estàndard corria al llarg de la costa des d'Alexandria amb la intenció d'acabar en Sallum. En 1915 va aconseguir arribar fins a Dabaa, on passava una pista coneguda com la Khedival Motor Road que era transitable en temps sec, encara que les hostilitats van començar quan la temporada de pluges va ser imminent.
La frontera occidental d'Egipte encara no estava definida en 1914, ja que les negociacions amb els otomans es van interrompre per la Guerra Italo-Turca (1911-1912) i després ja no van continuar per la cessió de Trípoli a Itàlia. Una frontera teòrica s'estenia cap al sud des de Sallum, a l'est per una àrea de 520.000 km² de desert al sud de la franja costanera semidesèrtica però amb diversos oasis, amb diverses poblacions bastant grans amb una població sostenible, que van ser administrades pel govern egipci. Els beduïns vivien una vida nòmada entre els oasis i negociaven amb els seus habitants per a refugiar-se amb ells quan els pous s'assecaven.

## El preludi

### Els preparatius dels senussi i dels otomans
Els oficials alemanys i turcs van fer el seu quarter general a l'oasi de Siwa, amb una força senussi de 5.000 combatents, recolzats per canons de muntanya i metralladores, per a atacar Sallum, Marsa Matruh i El Dabaa a la costa, i els oasis del sud de Bahariya, Farafra, Dakhla i Kharga.
El 15 d'agost de 1915, un submarí britànic es va apropar a terra, prop de Sallum, i va ser disparat. Això va causar la investigació del fet, provocant un incident diplomàtic fins que els senussi van dir que van confondre el submarí amb un vaixell italià. Sir John Maxwell, el comandant de les tropes britàniques en Egipte, va fingir creure l'excusa, però estava convençut que havia estat una provocació ordenada pel Gran Senussi. Al cap de poc, els senussi van començar a entrenar amb artilleria i metralladores al voltant de Sallum, i poc després Maxwell va obtenir documents del Gran Senussi dirigits als líders musulmans i als periodistes d'Aràbia i l'Índia per a instar-los a la gihad.
Els britànics van continuar apaivagant als senussi i van entrar en negociacions amb el Xerif de La Meca, reticent a inflamar l'opinió musulmana. El 30 de setembre, Snow es va reunir amb el Gran Senussi i amb Jaafar Pasha, on van discutir la naturalesa indisciplinada dels nòmades del desert, però Snow va jutjar a les forces senussi com a potencialment formidables. Poc després, va arribar la notícia d'una nova victòria senussi sobre els italians prop de Trípoli i de la captura de molt armament i diners.
Les agressions senussi contra els britànics es van intensificar al novembre, quan els submarins alemanys van torpedinar al vaixell de vapor HMS Tara i al vaixell de transport Moorina, i després van lliurar les tripulacions al senussi a Port Suleiman, a Cirenaica. Sàyyid Àhmad va fingir ignorància quan els britànics es van queixar i durant les negociacions van començar a persuadir al Gran Senussi per a acomiadar els ambaixadors otomans, però les incursions dels submarins alemanys van encoratjar als senussi intransigents.
El 6 de novembre, el SM U-35 va atacar els vaixells guardacostes egipcis de la badia de Sallum; l'Abbas va ser enfonsat i el Nuhr el Bahr va ser danyat. En la nit del 17 de novembre, els senussi van disparar contra el campament de Sallum, dos beduïns van ser assassinats i es va tallar el telègraf costa. En la nit següent, 300 muhafizia (tropes regulars senussi entrenades pels otomans) van ocupar un zawiet (monestir o ermita) en Sidi Barani, a 77 km a l'est de Sallum. Sàyyid Àhmad va ordenar als seus seguidors a travessar la frontera egípcia el 21 de novembre, per a executar la campanya costanera. Durant la nit del 19 de novembre, es van atacar les casernes de Sallum i un guardacostes va ser assassinat. L'endemà, els senussi van atacar un lloc a 50 km al sud-est de Sallum, i van començar disturbis civils a Alexandria quan va arribar la notícia.

### Els preparatius britànics
Els comandants britànics van adoptar una política d'evitar fer un pas enrere abans d'intentar vèncer els senussi. Sallum estava a 450 km d'Alexandria, massa lluny a l'oest per a una base, exposada als submarins alemanys i mancada de llanxes patrulleres ràpides per a protegir els vaixells a la badia.

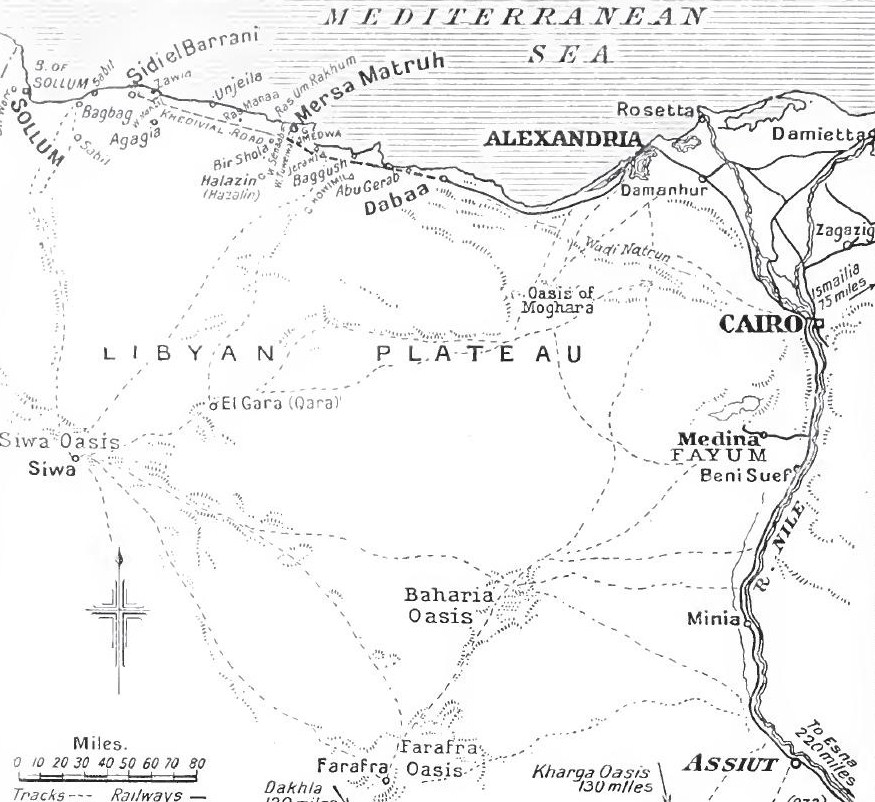
Mapa del nord d'Egipte, 1914-1918

Marsa Matruh estava a 190 km més a prop d'Alexandria i tenia un bon subministrament d'aigua. A les guarnicions de les bases militars frontereres occidentals se'ls va ordenar de tornar a Marsa Matruh per a concentrar-se i reforçar-se; les tropes es van desplaçar al llarg de la costa amb trawlers i amb ferrocarril per la Khedival Railway des d'El Dabaa, a 120 km de Marsa Matruh. Es van donar ordres el 20 de novembre, per a formar una Western Frontier Force (Força fronterera de l'oest), formada per cavalleria i per brigades d'infanteria.
El 21 de novembre, el 2n batalló del New Zealand Rifle Brigade, una companyia de la 15th Sikhs, grups de la Bikanir Camel Corps i un tren blindat tripulat per artillers egipcis, van ser enviats a El Dabaa per a protegir el ferrocarril i la patrulla a l'oasi de Moghara. Més tard, es va enviar la 1/1st North Midland Mounted Brigade a el Faium i una força més petita es va dirigir a la guarnició de Uadi El Natrun, a 72 km al sud d'Alexandria.
Durant la nit del 23 al 24 de novembre, al voltant de 300 homes de la 15a Sikhs van deixar Alexandria embarcats amb trawlers per a dirigir-se a Marsa Matruh per a poder eliminar posteriorment la guarnició de Sallum.

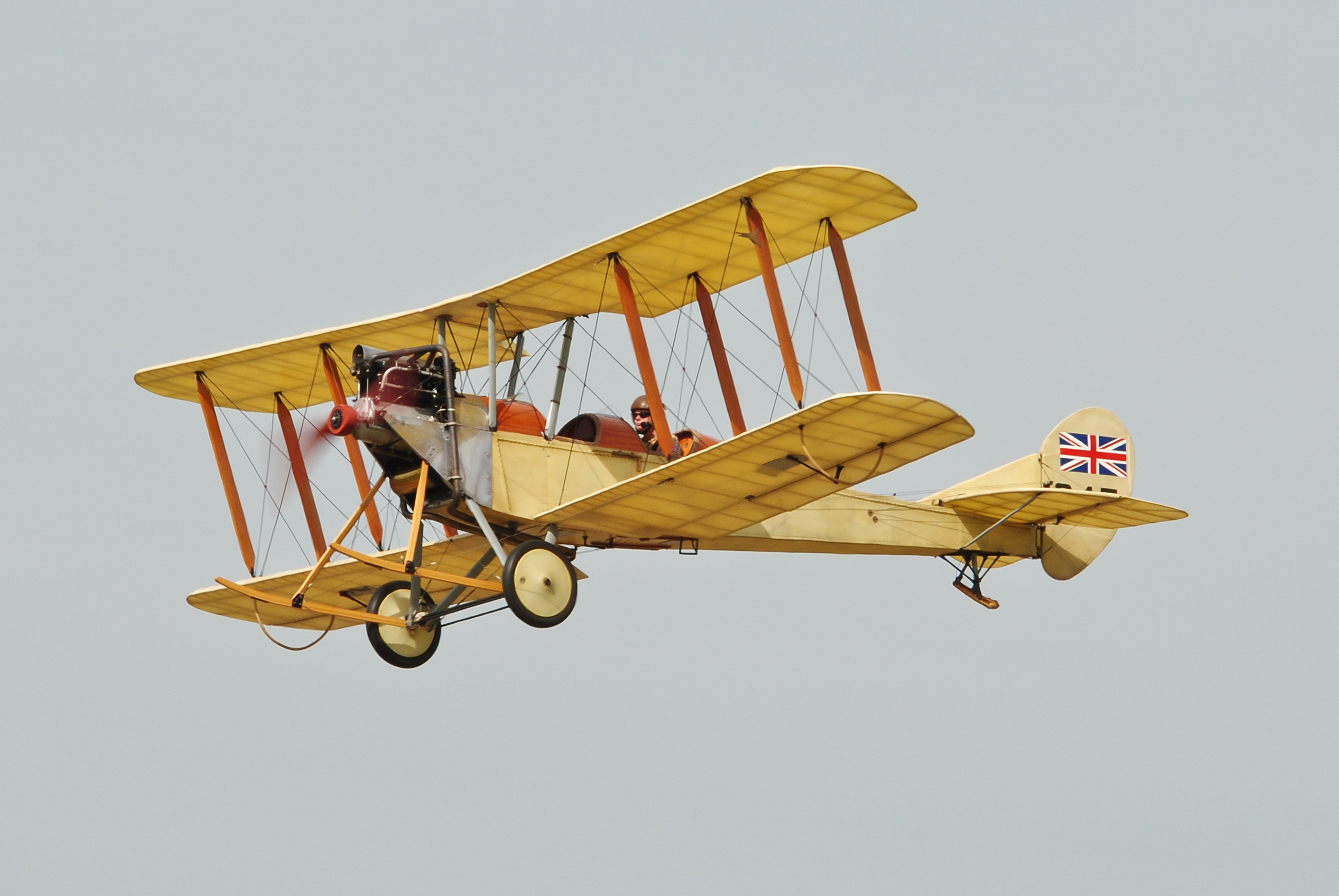
Rèplica del B.E.2 volant (Shoreham Airshow 2013 9697770161)

La guarnició de Sidi Barrani va repel·lir un atac la nit del 22 de novembre i es va retirar abans de l'alba, arribant a Marsa Matruh el 24 de novembre; també va ser abandonada Buq Buq (Baqbaq), a 160 km a l'oest de Marsa Matruh, encara que uns 134 membres de la guàrdia costanera egípcia van desertar per a unir-se amb els senussi amb els seus equips i 176 camells, després de la qual cosa una petita força egípcia de cavalleria i d'infanteria de Marsa Matruh va tornar al delta del Nil sota sospita. Tan aviat com va ser evacuada Sallum, van arribar vaixells plens de municions per al senussi.
Per al 3 de desembre, la guarnició de Marsa Matruh va augmentar a 1.400 homes. També va arribar la Western Frontier Force (WFF), amb una bateria d'artilleria i dos canons de 4 polzades (100 mm) de la Royal Marine Artillery d'Alexandria, i dos avions B.E.2c de la Royal Flying Corps (RFC) de l'ala A del 14è Esquadró RFC, que van començar a operar el 5 de desembre.

## La campanya Senussi

### La costa

#### L'episodi de Uadi Senab
L'11 de desembre, Wallace va enviar una columna (sota el comandament del tinent coronel JLR Gordon) de Marsa Matruh fins a Dushwar Hussein, a 26 km a l'oest, amb infanteria, artilleria i quatre automòbils blindats, tres vehicles lleugers Ford i un vehicle amb un equip de radiotelegrafia de la Royal Naval Armoured Car Division, el Composite Yeomanry Regiment i la majoria de la Composite Infantry Brigade.
La cavalleria ja havia avançat al voltant de 14 km quan va començar a rebre trets i va tractar de flanquejar als seus agressors amb el suport dels automòbils blindats, però la columna es va retirar a causa del volum de foc que va rebre. L'artilleria es va unir i va arribar un esquadró de cavalleria lleugera australiana; després d'això els senussi van ser rebutjats des del Uadi Senab. Dels 300 senussi atacants, va perdre la vida 80 homes i es van fer 7 presoners, mentre que els britànics van patir 16 morts i 17 ferits, un dels quals va ser Snow, que va morir mentre tractava de capturar a un beduí ferit. Gordon va tenir notícies de la batalla per un avió que volava baix però mantenint la distància, i va decidir continuar cap a Umm er Rakham, on la cavalleria es va tornar a agrupar durant la nit.
L'endemà es va fer poc a causa de l'esgotament dels cavalls dels Yeomanry, excepte una patrulla local que va trobar alguns camells i van fer 25 presoners. Gordon va planejar avançar cap a Uadi Hashefiat després que un avió de reconeixement va informar que els senussi estaven a 11 km al sud-oest; va pujar pel uadi de Duwwar Hussein i Wallace va enviar quatre automòbils blindats com a suport.
Durant la nit, dues companyies dels Royal Scots van arribar amb un comboi de subministraments i a les 8.30 h va començar la marxa, amb un escut de cavalleria al capdavant. Però just a l'est d'Uadi Hashefiat, la força va ser atacada al voltant de les 9.15 h i el flanc de defensa es va retirar cap al nord perseguit pel que semblava ser tropes britàniques. Aquestes tropes van ser identificades com a senussi que avançaven, i es va ordenar disparar contra la que es va veure que era una gran força, al voltant de 1.000 i 1.500 homes forts. Gordon va ordenar al cos principal de detenir l'avanç senussi mentre que l'avantguarda i la cavalleria van envoltar als senussi. A les 10.00 h, la infanteria van ser ajudada per dos canons de campanya i 3 metralladores. Gordon va enviar a la guàrdia d'Umm el Rakam per a reforçar. Posteriorment va arribar de Marsa Matruh dos esquadrons de la Cavalleria Lleugera d'Austràlia amb dos canons de campanya, que van obrir foc a les 3.15 h i van poder dispersar i fer fugir als senussi. La resta dels senussi van començar a retirar-se i els britànics els van perseguir, però després va tornar al campament amb 9 morts i 65 ferits. Es calcula que els senussi van perdre 250 homes.
L'endemà, la columna va tornar a Marsa Matruh molt esgotada; el senussi havien estat rebutjats, però es van escapar després d'haver aconseguit atacar-los per sorpresa i amb vigor. Els britànics van concloure que si la resta de la columna hagués estat tan ben entrenada com els 15th Sikhs, la derrota Senussi hauria estat més gran.

#### L'episodi de Uadi Majid
El temps entre el 15 i 24 de desembre va impedir les operacions en Marsa Matruh i es van aprofitar aquests dies per a l'organització. La WFF va ser reforçada pel 1r batalló del New Zealand Rifle Brigade.
Els senussi es van reagrupar en la carretera de Khedival a Gabel, a 10 km a l'oest de Marsa Matruh. El reconeixement aeri i els espies van calcular una força de 5.000 homes, un nombre de muhafizia (tropes regulars senussi entrenades pels otomans), i diversos canons i metralladores. Un avió BE2c d'observació aèria del 14è esquadró va dibuixar el campament senussi i es van enviar còpies als comandants de terra. Jaafar va escriure més tard que hi havia tres batallons de muhafizia amb 300 homes cadascun, quatre canons de campanya i dues metralladores, que havien estat enviats a El Dabaa per a tallar les comunicacions amb Alexandria. A més, tres batallons amb quatre canons i vuit metralladores estaven a Halazin, a 24 km al sud-oest de Jebel Medwa. Aquestes forces estaven reforçades per les tropes irregulars beduïnes, que podrien ser invocades per unir-se a si els senussi fossin derrotats pels britànics.
Wallace va decidir avançar durant la nit per a intentar sorprendre els senussi, i a les 5.00 h del 25 de desembre dues columnes van avançar des de Marsa Matruh. La columna de la dreta va avançar directament cap a Jebel Medwa i la columna de l'esquerra es va allunyar pel Uadi Toweiwia, al sud de Marsa Matruh, per a després envoltar el flanc oest dels senussi per a tallar-los la retirada. Una corbeta la classe Azalea, el HMS Clematis, donaria suport de foc de canons sobre qualsevol objectiu dins del seu abast. La cavalleria va deixar el Uadi Toweiwia a les 7.30 h, però el trasllat de les armes i municions va durar dues hores, ja que la resta de la columna es va dirigir cap a la carretera de Khedival, a 20 km a l'oest de Marsa Matruh.
La columna dreta va avançar en silenci, però a les 6.00 h els vigilants senussi va donar l'alarma i van atacar a la columna, que es va aturar fins que hi hagués més llum per a millorar la visibilitat. Es van veure molts senussi en els pujols al sud i al sud-est, però no en Jebel Medwa a causa de la sobtada aparició dels britànics. Jebel Medwa va ser ocupat per a protegir el flanc dret i després van continuar l'avanç pel camí fins que els canons de campanya senussi van disparar al camí amb certa exactitud. L'HMS Clemantis va poder silenciar els canons disparant sobre les posicions dels senussi, a 9.100 m. A les 8.45 h, el 15th Sikhs va començar a avançar en cavall per la carretera, seguits per altres tropes. A les 9.30 h, els sikhs van arribar a 730 m de la posició principal dels senussi i van veure que ja s'estaven retirant per la pressió del 1r batalló dels New Zealand Rifles, i van prendre la cresta de les 10.00 h. Alguns senussi van quedar atrapats en coves i barrancs i van morir, i l'artilleria va bombardejar a la resta dels senussi mentre es retiraven.
La cavalleria senussi va poder retardar a la cavalleria de la columna esquerra britànica, i no va poder arribar a temps per a tallar la retirada dels senussi. A les 8.00 h, la cavalleria senussi s'havia col·locat a 6 km al sud de Jebel Medwa per a frustrar un moviment de flanqueig. El foc de metralladora va fer retrocedir part de la columna britànica, que no va poder reprendre l'avanç fins a les 9.00 h. A les 13.00 h, la columna esquerra ja va poder avançar directament cap a Uadi Majid, i a les 15.00 h van arribar a la rambla, quan el senussi ja s'havien escapat. La infanteria va matar a uns 100 senussi, van capturar 80 camells i després van cremar el campament.
Els britànics es va enfrontar al nord contra la rereguarda senussi que havien retrocedit fins al mar. Però la majoria dels senussi es van retirar cap a l'oest amb el seu bestiar i, quan es va fer fosc, van poder escapar pels Uadi Senab i Uadi Majid, al llarg de la costa rocosa on la cavalleria no podia seguir-los. A les 17.00 h, Gordon va posar fi a la persecució i va ordenar a la infanteria fer un bivac en Jebel Medway i va fer tornar la cavalleria a Marsa Matruh.
La derrota va baixar el prestigi als senussi, però la incapacitat de la cavalleria per a explotar la victòria va deixar el cos principal dels senussi intacte. Les baixes britàniques van ser de 13 morts i 51 ferits, mentre de 300 senussi van morir i 20 van ser fets presoners. Els britànics van poder agafar els objectes personals de Jaafar Pasha, i alguns dels morts van ser reconeguts com els guardacostes egipcis que havien desertat. Alguns presoners indis capturats pels senussi van poder escapar durant la confusió de la batalla i van tornar a les seves unitats. Wallace va decidir iniciar les operacions entre Marsa Matruh i El Dabaa després d'un breu descans.

#### L'episodi d'Halazin
Després d'un breu descans de l'episodi del Uadi Majid, Wallace va enviar una columna a Bir Gerawla, a 20 km al sud-est de Marsa Matruh, a última hora del 28 de setembre, després de ser informat per un equip de reconeixement de l'existència d'un campament. La columna va tornar el 30 de setembre sense haver trobat resistència; els beduïns van fugir quan van veure que columna s'acostava. Van ser destruïdes 80 tendes, junt amb una mica de gra, i es va permetre als beduïns locals a agafar 100 camells i 500 ovelles.
L'1 de gener de 1916, una tripulació aèria de reconeixement de Jebel Howeimil va albirar 80 tendes de campanya a 55 km al sud-est de Marsa Matruh, però les pluges torrencials van impedir fer un atac contra el campament. La pluja va cessar el 9 de gener, però es va deixar passar un dia perquè s'assequés el sòl. Una columna mixta va arribar a Baqqush a última hora del 13 de gener. L'endemà, el lloc del campament estava desert, però van trobar petits campaments i es va confiscar els camells i bestiar, es van cremar les tendes, i la columna va tornar a Baqqush. Durant la incursió, es va reparar el telègraf de Marsa Matruh a El Dabaa. El 15 de gener, es van transferir tropes a la WFF per a tornar a El Dabaa i la resta de la columna va tornar a Marsa Matruh el 16 de gener, amb 13 presoners i un botí de 140 camells i 50 caps de bestiar.
Al 19 de gener, un reconeixement aeri va trobar el campament senussi principal en Halazin, a 35 km al sud-oest de Marsa Matruh, amb 300 tendes inclosa la de la Gran Senussi, i es va decidir a atacar tan aviat com fos possible. Al 22 de gener, la WFF va avançar cap a Bir Shola, a 20 km al sud-oest, i l'endemà al matí es va dirigir cap a Halazin en dues columnes. La columna d'infanteria de la dreta va avançar fins als afores del campament. La cavalleria va avançar en formació esglaonada amb la columna de l'esquerra, però la pluja va fer que els vehicles de transport de subministraments es van quedar enrere, les ambulàncies es van quedar encallades en el fang i els automòbils blindats es van enviar de nou a Marsa Matruh.
Després d'avançar 11 km el senussi van ser albirats, i després d'una hora la infanteria van atacar i la cavalleria van ser enviada contra el flanc dret dels senussi. A les 10.00 h, la infanteria va avançar cap a una posició defensiva de 24 km de llarg que estava ocultada per un miratge. Es creu que els senussi es van retirar cap a una posició preparada amb gran habilitat, amb tres armes de foc i cinc metralladores. Un grup de senussi va aparèixer pel flanc dret britànic i després va aparèixer un altre grup per l'esquerra, mentre que flanc dret es va retirar enrere sota el foc de metralladores. Es van enviar tropes neozelandeses al flanc amb metralladores i va detenir l'atac senussi, però després van ser desbordats i corresponentment reforçats.
El moviment senussi de flanqueig de l'esquerra va ser més amenaçant i va aturar a la columna esquerra a les 13.30 h, i a poc a poc els van fer retrocedir fins que dues companyies de Nova Zelanda van detenir l'avanç senussi. L'avanç central dels sikh va continuar fins que van ser obligats a retrocedir, però els sikh de Sud-àfrica i la infanteria de Nova Zelanda van pressionar i a les 14.45 h van assolir les trinxeres senussi, que es van veure obligats a retirar-se al desert. La cavalleria no va ser capaç de seguir als senussi quan es va retirar, per manca d'aigua per als cavalls i per la condició del terreny que feia impossible realitzar una recerca amb automòbils blindats. Les baixes britàniques van ser 21 morts i 291 ferits. Es calcula que els senussi van tenir 200 morts i 500 ferits, però la derrota no va ser decisiva i el gruix de la força senussi van romandre intacta.
El reconeixement aeri del 24 de gener els va trobar a Bir Tuta, dirigint-se cap a Sidi Barani. Els britànics van fer un bivac prop, i les tropes va passar la nit sense refugi ni aliment. La columna va tornar a Bir Shola, a través del fang i els ferits que no podien seure en cavalls es van dur en lliteres. La nit del 24 de gener també va ser mullada, però les condicions eren molt millor, amb aigua, aliments i tendes de campanya per als ferits.

#### L'acció d'Agagia
A principis de febrer de 1916, un portahidroavions, el HMS Ben-my-Chree va salpar de Port Saïd. L'11 de febrer, els seus avions van observar Sidi Barrani i Sallum. El 15 de febrer, van descobrir als senussi acampats en Agagia.

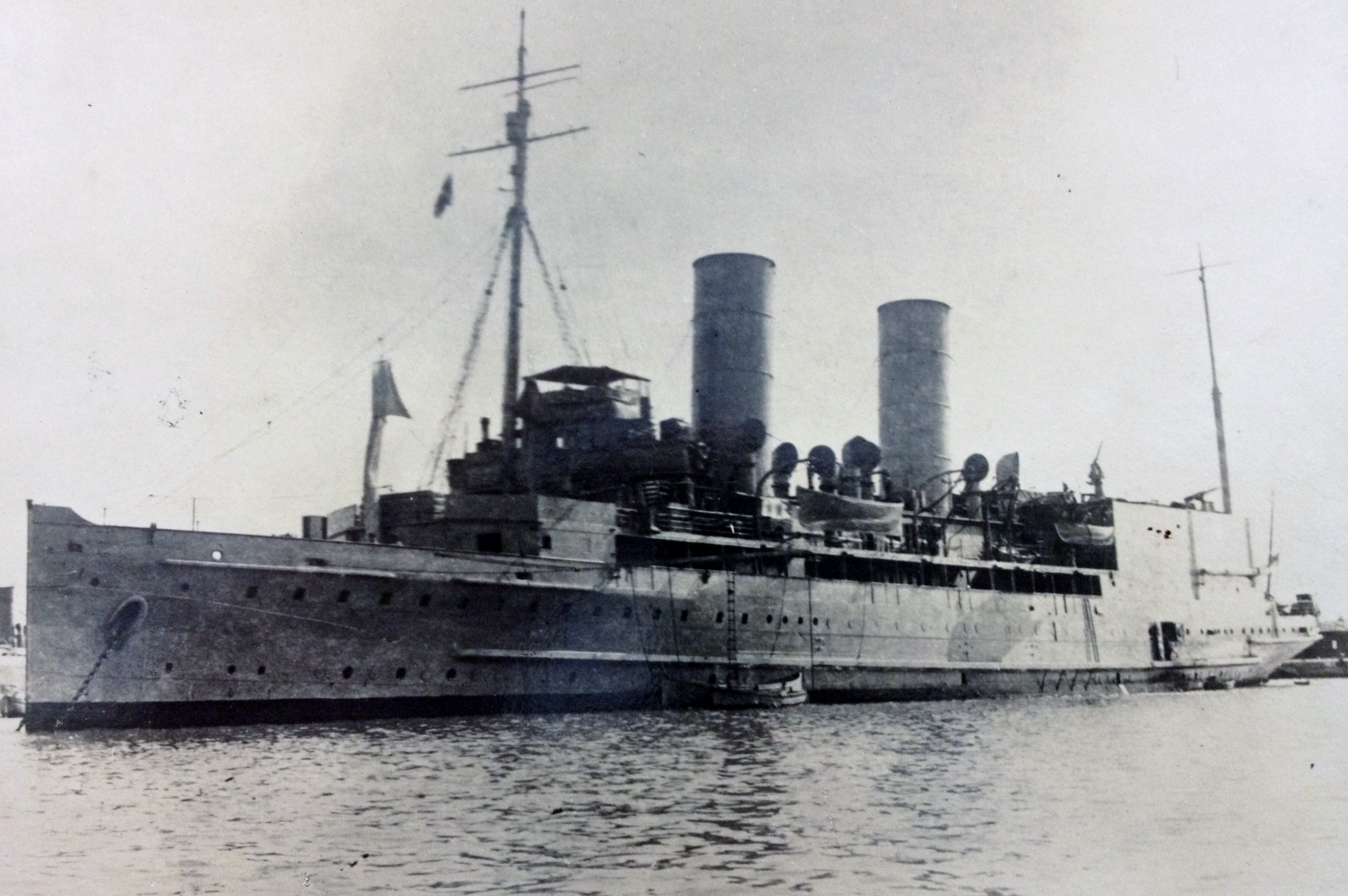
Portahidroavions HMS Ben-my-Chree

La Wester Frontier Force (general major William Peyton), es va veure reforçada per la 1st South African Brigade (general de brigada H. T. Lukin), i una columna britànica sota el comandament de Lukin va avançar cap a l'oest, al llarg de la costa, per a tornar a capturar Sallum al febrer. Pel camí, els avions de reconeixement van descobrir un campament senussi en Agagia.
El 26 de febrer, la columna va atacar el senussi en Agagia i va capturar Jaafar Pasha, comandant de les forces senussi de la costa. Els senussi es van retirar, però els britànics els van tallar la retirada amb una càrrega de cavalleria de la Dorset Yeomanry; els Yeoman van perdre la meitat dels seus cavalls i prop d'un terç dels genets (58 dels 184 que van prendre part), però la dispersió de la columna va causar prop de 500 víctimes entre els senussi, van fer 39 presoners, van capturar tot l'equipament i subministraments dels senussi i van perseguir als supervivents pel desert.

#### L'ocupació de Sallum
Després d'enterrar els morts i descansant els supervivents, Lukin va avançar cap a Sidi Barrani i va entrar sense oposició el 28 de febrer. El 2 de març, es van enviar dos avions de reconeixement de Marsa Matruh fins a Sidi Barraini, i el 8 de març van sobrevolar entre Sidi Barrani i Sallum. La WFF va guanyar una base a 140 km a l'oest de Marsa Matruh, però només podien enviar subministraments per terra durant el bon temps. Tan aviat com els britànics es van establir a Sidi Barrani, Lukin va retornar tants cavalls i artillers com li va ser possible, per a reduir la demanda d'aliments, ja que un comboi de camells que transportava els subministraments per a quatre dies necessitava entre 50 i 100 escortes per a cada dia viatge. El lliurament de subministraments per mar es va complicar pel temor dels submarins alemanys, però es va completar el 4 març i va fer possible la tornada de la major part de la WFF a Sidi Barrani el 7 de març.
Es van apostar moltes unitats lluny i altres es van enviar cap endavant, incloent-hi el Cavalry Corps Motor Machine-Gun Battery, amb 17 automòbils blindats lleugers i 21 motos. La carretera de Khedival cap a Sallum seguia la costa i l'escarpament interior que està a 40 km de la costa de Sidi Barrani convergeix amb la costa de Sallum. Per a evitar la pujada de l'escarpament pel pas de Halfaya, amb els senussi esperant a la part superior, Peyton va triar una ruta interior a través del pas Median, a 32 km al sud-est de Sallum, utilitzant pous d'Augerin i les cisternes de Median i Siwiat. Els vols de reconeixement per part de la RFC van trobar petits campaments a prop dels penya-segats, però sense signes d'obres de defensa.
La infanteria mòbil, més lenta, va sortir el 9 de març, per arribar a la matinada del 12 de març i van capturar els passos de Median i Eragib. La columna a cavall de la 2a Brigada Muntada, l'artilleria i el cos de camells van sortir l'11 de març i es van trobar amb Lukin el 13 de març en Augerin. La columna d'infanteria va arribar a Buq Buq l'11 de març i la cavalleria va arribar a Alem abu Sheiba. L'endemà, la columna d'infanteria va arribar a Augerin i els automòbils blindats van ocupar els passos de Median i Eragib. Es van trobar que el subministrament d'aigua era insuficient per a la columna de cavalleria o per la totalitat de la infanteria. Peyton va ordenar a Lukin que avancés amb dos batallons i artilleria i va enviar la resta de tornada a Buq Buq amb la columna de cavalleria, per a unir-se a una columna amb Peyton per a fer un avanç lent al llarg de la costa. Lukin va avançar amb els batallons sud-africans 1r i 4t, la Hong Kong Mountain Battery (bateria de muntanya Hong Kong) i un destacament d'ambulàncies de campanya. L'endemà, la força més petita va pujar a l'altiplà a través del pas de Bir el Siwiat. Durant el 13 de març, de les forces de Peyton van avançar cap a Bir Tegdida, a 31 km de Sallum, però la cavalleria es van mantenir en Buq Buq després de rebre un informe erroni d'insuficiència d'aigua en Tegdida. L'endemà, les tres columnes es van concentrar prop del pas d'Halfaya, a 4,8 km de Sallum; la cavalleria es va quedar atrapada i els batallons de Lukin van carregar l'aigua en camells. Peyton va enviar al 2n Batalló d'Infanteria de Sud-àfrica fins al pas per a unir-se amb Lukin i va continuar al llarg de la costa. La marxa d'aproximació va esdevenir un anticlímax, ja que els senussi van partir de Sallum abans que arribessin les columnes, i l'endemà van arribar els vaixells de subministrament.
Els automòbils blindats del duc de Westminster van pressionar a Bir Waer. El reconeixement aeri va informar que havien fugit, i els britànics van començar a perseguir als senussi cap a l'oest. Els automòbils blindats van aconseguir circular a velocitats de fins a 65 km/h per la superfície del desert dur i van sobrepassar a centenars de senussi. Després d'haver conduït 40 km a l'oest de Sallum, la força principal senussi va ser albirada i atacada. Els senussi no va poder mantenir la seva posició i, excepte un petit contingent otomà, van fugir al desert. Els vehicles britànics els van perseguir durant 15 km mentre corrien. Els otomans que es van quedar van ser atacats i morts; els britànics van fer trenta presoners i van capturar tres canons de campanya, nou metralladores i 250.000 cartutxos de municions, sense patir cap baixa.
En Sallum, es va trobar una carta del capità R. S. Gwatkin-Williams, comandant del Tara, que descrivia el parador dels supervivents dels enfonsaments al novembre anterior. Els presoners senussi van admetre que estaven detinguts els tripulants a El Hakkim, a uns 190 km a l'oest de Sallum. El 17 de març, el duc de Westminster va partir amb 45 vehicles lleugers i ambulàncies, va conduir des de la 1.00 h fins a les 3.00 h sobre un terreny poc familiar i ple de roques, i va rescatar els presoners. Es va alimentar els 91 homes rescatats; després van ser conduïts de nou a Bir Waer, on el Australian Camel Corps tenia un lloc d'avançada. L'endemà, els presoners alliberats van tornar a Alexandria i van informar que no els havien fet mal deliberadament, però havien patit la fam per les operacions militars a la regió. Quatre dels presoners van morir en El Hakkim, principalment de fam.

#### Operacions menors
Després de la derrota en la Campanya de la costa, els senussi supervivents es van veure obligats a fugir cap a la frontera amb Líbia. Per a evitar un ressorgiment, els vehicles lleugers i els automòbils blindats van continuar les seves patrulles. Aulad Ali es va rendir a Peyton, havent-hi també passat gana durant la fam i el malestar públic en Alexandria va disminuir. La Brigada de Sud-àfrica va tornar a Alexandria. Dos batallons de la Composite Brigade, una companyia del Camel Corps, dos canons de la bateria de Hong Kong, els vehicles lleugers blindats i els avions de reconeixement van romandre en Sallum amb una mitja ala d'avions de la RFC.
El 7 d'abril, quatre vehicles blindats lleugers i una secció de metralladores de la 2/7th Middlesexvan deixar Sallum i van assaltar un dipòsit de municions en Moraisa, a 30 km al nord-oest, i van destruir munició d'artilleria i al voltant de 120.000 bales d'armes petites. Durant aquest mes, altres patrulles van descobrir altres 167.000 bales.
L'exèrcit italià va enviar dos batallons a Bardia per a cooperar. Del 25 fins al 26 de juliol, una força d'assalt de Sallum, automòbils italians de Bardia, una part del Camel Corps i un iot italià, van atacar a un grup d'uns quaranta muhafizia en Wadi Sanal, en Líbia, a 65 km a l'oest de Ras al Mehl. El grup es va dispersar i va servir com a advertència que no hi hauria cap lloc segur a banda i banda de la frontera.
Les patrulles van continuar durant tot l'any i una caravana de camells va ser capturada prop de Jaghbub, un bastió senussi a 215 km de Sallum. Durant l'hivern es van realitzar moltes batudes amb forces combinades italianes i britàniques.

### Els oasis d'Egipte
A més de 480 km a l'oest del Nil es troba l'oasi de Siwa, d'on surt dues rutes cap a la vall del Nil a través de la franja dels oasis. En la ruta del nord es troba a l'est els últims oasis petits i pous i el gran oasi de Bahariya, que en la seva franja oriental està a uns 160 km de la riba del Nil en Al-Minyā. La ruta del sud va cap al sud-est, a través dels oasis de Farafra i Dakhla fins al gran oasi de Kharga, a 160 km de la riba del Nil en Sohag.

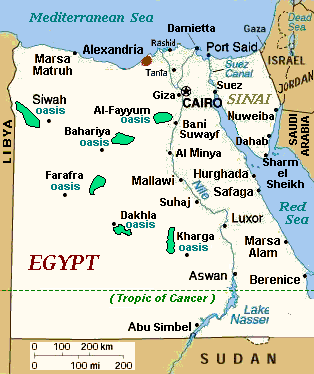
Mapa de la franja dels oasis (en verd)

L'11 de febrer de 1916, uns 500 senussi i sàyyid Àhmad aix-Xarif van ocupar l'oasi de Bahariya, just abans que Peyton estigués a punt per a començar una marxa des de Marsa Matruh fins a Sallum. Els senussi van ser albirats pels observadors aeris del 17è esquadró del destacament d'el Faium. L'endemà, un avió va bombardejar l'oasi amb vuit bombes de 9 kg. i, tres dies més tard, un vol de reconeixement no va trobar als senussi.
L'oasi de Farafra va ser ocupada al mateix temps i després el senussi es van traslladar a l'oasi de Dakhla, on van ser albirats el 27 de febrer. Posteriorment, el destacament del RFC en Al-Minyā es va traslladar a Assiut i va establir pistes d'aterratge d'avançada per a vigilar els oasis de Kharga i Dakhla, arribant a un radi d'observació de 360 km.
La 159a Brigada ja s'havia enviat a Uadi el Natrun, al nord-oest del Caire, i 1/1st North Midland Mounted Brigade a l'oasi del Faium, a uns 100 km al sud-oest del Caire, junt amb forces més petites al llarg del Nil. Els britànics van reforçar els destacaments que cobrien la vall del Nil, i van nomenar el Major General J. Adyedel comandant de la Southern Force (Força Sud), amb base en Beni Suef, convenientment situada per a resistir un avanç des de l'oest. Les derrotes infligides als senussi durant la Campanya de la costa van fer possible estendre les guarnicions al sud i, a finals de març, l'extrem sud de la línia de guarnicions estava en Esna.
Els funcionaris egipcis de l'oasi de Kharga, on hi havia un tren lleuger que connectava amb la línia principal al llarg del Nil, es van retirar quan Dakhla va ser ocupat. No es va intentar atacar els senussi, però es van realitzar freqüents incursions de reconeixement amb avions d'observació. Al 19 de març, els senussi van ser derrotats en la costa i els va baixar la moral. Els senussi es van retirar de Kharga per la seva pròpia voluntat. El 15 d'abril, els britànics van utilitzar el tren lleuger per a transportar a l'oasi el Destacament de Kharga (tinent coronel A. J. McNeill), una força de totes les armes de 1.600 homes. L'endemà, es va establir un lloc d'avançada a l'oasi de Moghra, a uns 150 km a l'oest del Caire. Murray va ordenar una extensió del tren lleuger de Kharga fins a l'oasi de Moghra, un nou tren lleuger que aniria des de la riba del Nil en Beni Mazar fins a l'oasi de Bahariya, i la construcció d'una línia de fortins al llarg del camí de la zona de Darb El Rubi, des de Samalut fins a Bahariya, la ruta del nou ferrocarril.
L'Imperial Camel Corps s'havia format en novembre de 1915, principalment per companyies de la 1a Divisió d'Austràlia i 2a Divisió d'Austràlia, l'Australian Light Horse (Cavalleria Lleugera Australiana) amb tropes de Nova Zelanda, la British Yeomanry i la Territorial Infantry (Infantera territorial). El cos va esdevenir la força principal en la defensa d'oest d'Egipte, combinant l'ús de camells amb els vehicles de motor. Les patrulles de vehicles lleugers Ford i les bateries d'automòbils blindats lleugers van revolucionar l'ocupació del desert occidental, augmentant la distància recorreguda de les patrulles de desenes de kilòmetres en camell a centenars de kilòmetres amb vehicle. A causa de les distàncies vigilades les patrulles havien d'operar independentment, però van resultar tan eficaços que van tallar l'accés als senussi a la vall del Nil i els van aïllar en els oasis que encara estaven sota la seva ocupació.

#### L'episodi de l'oasi de Dakhla
A finals de maig de 1916, ja s'havien construït quatre fortins al llarg del camí de Darb El Rubi i s'havien fet lents progressos en la construcció del ferrocarril cap a Bahariya. La principal força dels senussi, estimada en 1.800 homes, es trobava en l'oasi de Dakhla.
El 4 d'octubre, Murray va ordenar al nou comandant de la Western Force (Força Occidental), el general major W.A. Watson, de començar operacions contra els senussi. Les notícies es van filtrar a sàyyid Àhmad, que havia avançat des de Dakhla cap a Bahariya amb la major part de la seva força, afeblida per la malaltia i la fam, i Àhmad va decidir retirar-se cap a Siwa entre el 8 i el 10 d'octubre. La Western Force va intentar controlar la rereguarda dels senussi a l'oest de Bahariya amb una força de vehicles lleugers, però la distància i el camí dolent va permetre als senussi allunyar-se.

Mapa de l'oasi de Dakhla

Els britànics es van adonar que la guarnició de Dakhla era molt més petita i que era probable que es retiressin aviat, i Watson va decidir atacar des de Kharga. La força contenia 60 homes amb un automòbil blindat Rolls-Royce, 6 vehicles lleugers Ford, 12 motocicletes, dues metralladores Vickers i dues metralladores Lewis, seguits per una companyia del Camel Corps que no podia arribar fins 48 hores després que els vehicles.
Els vehicles van arribar a Dakhla el 17 d'octubre i es van trobar que la majoria de la senussi ja se n'havien anat, a part d'un grup d'uns 120 homes que estaven en Budkhulu, enmig de l'oasi, i que van ser fets presoners. La companyia del Camel Corps va arribar a Bir Sheikh Mohammed, a l'extrem oest de Dakhla, el 19 de març i van fer uns 40 presoners. Els britànics van començar a patrullar tota la zona i van fer altres 50 presoners senussi i alguns civils sospitosos.
A finals de març, l'oasi i els seus 20.000 ocupants estaven nets de senussi. Es van instal·lar guarnicions a Dakhla i a Bahariya, i el govern civil es van reprendre. Al novembre, una expedició a Farafra va fer més presoners.

#### La incursió a Siwa

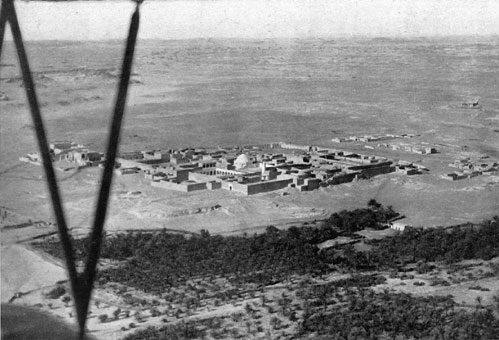
Oasi d'Al-Jaghbub

El gener de 1917, Murray va saber que sàyyid Àhmad tenia la intenció de retirar-se de Siwa amb els seus 1.200 seguidors i dirigir-se cap a Al-Jaghbub. El 21 de gener, va ordenar un operatiu per a capturar sàyyid Àhmad i infligir pèrdues als seus seguidors. S'esperava trigar un mes per a preparar una expedició de vehicles i camells per a recórrer els 320 km del desert sense aigua des de Marsa Matruh, però van arribar notícies que sàyyid Àhmad estava llest per a sortir i Murray va ordenar al general de brigada H. W. Hodgson d'atacar immediatament utilitzant només els vehicles.
Els oasis de Girba i de Siwa estan gairebé junts; Girba s'estén al nord-oest de Siwa, on estava la força principal senussi. Hodgson va planejar atacar Girba, amb un destacament de bateries motoritzades blindades bloquejant del Pas de Munassib, prop de Gagaib, a 40 km al nord-oest de Girba. El camí de Girba a Al-Jaghbub, al llarg del qual els britànics esperaven que el senussi es retirarien, descendeix des de l'altiplà a través del pas, on quedarien atrapats els fugitius senussi.
El 2 de febrer a les 9.00 h, tres bateries lleugeres blindades i tres patrulles automòbils lleugers van lluitar a través del desert en un punt situat a 300 km al sud-oest de Marsa Matruh, a 20 km al nord del Pas Shegga.
L'endemà van entrar als oasis, a 8 km al sud-est de Neqb el Shegga, i van avançar cap a Girba. Els vehicles van sorprendre els senussi i van intercanviar foc, però llavors els britànics va trobar que el terreny era massa perillós i no podien apropar-se a més de 730 m. Durant l'endemà, alguns vehicles van aconseguir avançar fins a 370 m i van poder mantenir el foc de les metralladores sobre les defenses senussi. Els desertors van dir que hi havia al voltant de 850 senussi en Girba i uns 400 a Siwa, amb Mohammed Saleh, que s'havia traslladat a Girba per a comandar la defensa mentre que Sayed Àhmad preparava la retirada cap a l'oest.

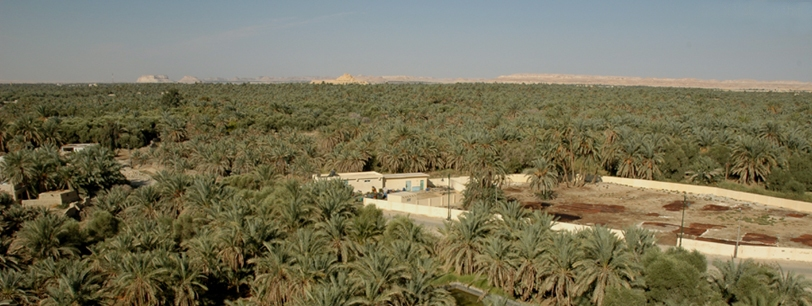
Oasi de Siwa

La nit va tranquil·la fins a les 5.00 h, quan els senussi van obrir foc i van començar a cremar les seves tendes. A l'alba, els senussi es van retirar cap al pas i van desaparèixer. Els assaltants van destruir el campament i es van enviar patrulles cap a Siwa. L'endemà, els britànics van entrar sense oposició i es van trobar amb els habitants de l'oasi que semblaven contents de deslliurar-se dels senussi.
Les forces del Pas de Munassib no va aconseguir interceptar als senussi a causa que el cingle era massa vertical per a arribar al pas, i només els cotxes lleugers i un vehicle blindat va aconseguir baixar el cingle i tancar el pas. El 8 de febrer, la força va tornar a Marsa Matruh, quan sàyyid Àhmad es va retirar a Al-Jaghbub.
Les negociacions entre sàyyid Idris i els anglo-italians a Tobruk, que havien començat a finals de gener, van es van accelerar per la notícia de la derrota dels senussi en Siwa. El 12 d'abril en Akramah, sàyyid Idris va actuar aconsellat pels britànics, que el consideraven com el líder legítim dels senussi i a sàyyid Àhmad com una molèstia, i va acceptar els termes de pau dels britànics.

### La Líbia italiana
Després que l'Imperi Otomà enviés oficialment ajuda a Líbia al juliol de 1915, Itàlia va respondre amb una declaració de guerra el 21 d'agost. Això li va permetre rescindir formalment tots els privilegis que el sultà otomà gaudia en Líbia en virtut del Tractat d'Ouchy (17 d'octubre de 1912), que havia posat fi a la guerra italo-turca (1911-1912).
A finals de 1915, els britànics van bloquejar la costa de Cirenaica per a evitar que els vaixells grecs i els submarins alemanys desembarquessin subministraments, i van vigilar la frontera de Cirenaica i Egipte per a evitar el contraban d'armes, que els otomans feien obertament amb la connivència dels alemanys.
La necessitat de les tropes al front italià va obligar a reduir la força d'ocupació italiana de 100.000 a 60.000 homes, i només es va mantenir a Trípoli, àrea que va ser pacificada recorrent a atrocitats per a despoblar l'interior del país i la franja costanera des d'Homs fins a Bengasi, Derna i Tobruk).

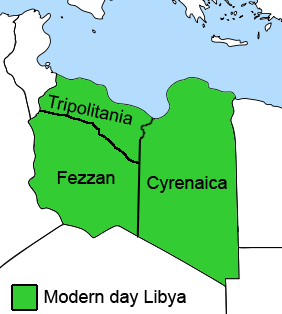
Províncies otomanes de l'actual Líbia

La fortalesa de Bu Njem, que va ser només capturada de la seva guarnició otomana en 1914, era el lloc d'avançada italiana de la Sirtica. L'interior estava evacuat, com en el cas de Waddan, Hun i Socna, o havien guarnicions aïllades assetjades pels senussi i pels beduïns.
Itàlia va declarar la guerra a l'Imperi Otomà el 20 d'agost de 1915, i l'expulsió dels italians va esdevenir l'objectiu dels senussi, que va coincidir amb els objectius de guerra dels otomans. En 1914 els britànics havien decidit apaivagar als senussi, però l'adhesió d'Itàlia a l'Entesa al maig de 1915 va dur a l'aplicació de la pressió britànica als senussi a reconèixer l'ocupació italiana i es va aturar el comerç transfronterer. Els senussi van passar a dependre més de les importacions alemanyes i otomanes i es van haver de moure per a trobar menjar. L'intent per part de Mannesmann, un agent alemany, per a produir un incident diplomàtic el 15 d'agost va fracassar, però la crisi econòmica causada per l'embargament britànic va empènyer als senussi va anar cap a la guerra.
El sultà otomà va nomenar a Sayyed Àhmad governador de Tripolitània, i Àhmad va publicar el decret califal del gihad contra els infidels britànics i els seus aliats.

#### Cirenaica
El 29 d'abril de 1915, el coronel Antonio Miani i una força que va sortir des de Sírtica van ser derrotats pels senussi en la batalla de Gasr Bu Hadi. Els italians van perdre uns 3.000 soltats i molts subministraments: pistoles, munició d'artilleria, municions, metralladores, aliments i diners. Els senussi van capturar més armes italianes que les rebudes pels otomans i alemanys. Els italians aviat va abandonar Bu Njem.
En 1916, un contingent senussi comandat per Ramadan al-Shtaiwi va envair Tripolitània. Els senussi van encaminar un grup de beduïns de Bani Walid liderats per Sayyed Safi al-Din abans que Sayyed Idris retirés la força i acceptés la noció de límit occidental del poder senussi. Idris va establir un khatt al-nar (línia de foc) a través de Sírtica per a prevenir incursions de Ramadan al-Shtaiwi, i les seves forces van ser armades pels italians, que tenien com a objectiu tornar a establir-se en l'interior.
Al març de 1916, sàyyid Hilal, un jove parent de sàyyid Àhmad, es va presentar davant els italians en Tobruk, aparentment a la recerca d'aliment per als pobles famolencs de la Marmàrica. Els italians li van induir a convèncer el poble aibadat a lliurar 1.000 fusells a canvi de menjar i permetre entrar i utilitzar el port d'Al-Burdi Sulaiman sense oposició al maig i l'antic campament de Sayyed Àhmad en Masa'ad. Les seves activitats van desacreditar a Sayyed Idris, i negociacions entre la comissió anglo-italiana i Idris en al-Zuwaitina es van trencar.
Els britànics van llançar en ofensiva, i per a principis de 1917 es van reprendre les converses en Akramah. El 12 d'abril, sàyyid Idris va acceptar els termes de pau dels britànics. Les qüestions de desarmament de la població i de la situació de la llei islàmica es van posposar per al futur, però va finalitzar la lluita en Cirenaica.

#### Tripolitània
L'agost de 1914 les tropes italianes van capturar Ghat, al sud-oest de la província, però es va iniciar una revolta que va obligar els italians a abandonar Ghat i Ghadames. La crida a la gihad va tenir més efecte entre els senussi que en altres llocs i Ahmad va començar la gihad en Fezzan, al sud de Líbia. Els italians van tornar a ocupar Ghadames al febrer de 1916, però el bloqueig dels senussi va tenir poc efecte militar, ja que estaven ben equipats amb armes capturades als italians, i les guarnicions italianes en Cirenaica es van retirar per a reforçar l'oest.
Les operacions otomanes-alemanyes en Tripolitània tenien la base en Misratah, on arribava un submarí cada dues setmanes i entregava armament i municions. Al maig de 1917, es va construir una estació de radiotelegrafia. Les tropes otomanes van establir uns vint llocs a la costa, i en 1918 tenien 20.000 soldats regulars, un nombre similar en la formació i 40.000 reservistes no entrenats.
El setembre del 1918, després que les forces otomanes li impedissin entrar a Tripolitània, sàyyid Àhmad va pujar a un submarí alemany en al-Aqaila i es va exiliar a Turquia. En Tripolitània, les tropes locals sota el comandament d'al-Shtaiwi i soldats regulars otomans sota el comandament de Nuri Bey i Suliman al-Baruni, van resistir als italians fins al final de la guerra, al novembre.
Les anàlisis arqueològiques de la salina de Kallaya, el lloc d'una petita escaramussa entre libis al 14 de novembre de 1918, s'ha descobert que tenien fusells russos capturats pels alemanys i austrohongaresos en el front oriental i que van ser enviats a Líbia a través dels otomans.

## Conseqüències

### Anàlisi
Els incidents i accions en el desert occidental van ser petites confrontacions, i quan els senussi van començar les hostilitats, la guarnició d'Egipte s'havia empobrit per les campanyes al Sinaí i Gal·lípoli. Només va variar un petit nombre de tropes d'ambdós bàndols a través de les grans distàncies, i les tropes que van participar en l'expedició de Gal·lípoli van tornar abans de la conclusió de la campanya dels senussi, augmentant la guarnició en Egipte a 275.000 homes el 2 de març de 1916. El total de les forces britàniques i de la Commonwealth van ser al voltant de 40.000 homes, però només 2.400 van participar en l'acció d'Agagia.
En la campanya es va lluitar amb els mètodes de guerra tradicionals juxtaposada amb la tecnologia moderna, un procés iniciat pels italians que van ser pioners en l'ús d'avions militars durant la guerra italo-turca. En 1915, els britànics van utilitzar el motor de combustió interna per a conduir en el desert i volar sobre ell, afegint una nova dimensió a la velocitat i la mobilitat de les seves operacions, que va anar més enllà de la capacitat dels senussi. Els britànics van integrar les operacions navals amb la força aèria i la campanya terrestre, així com l'ús de mètodes de guerra més antics, amb camells com a animals de càrrega per a augmentar l'abast de les tropes terrestres, la realització d'espionatge i la sembra de dissensió entre els líders senussi i els seus patrocinadors otomans i alemanys.
Els automòbils lleugers i les bateries motoritzades realitzaven patrulles de llarga distància i atacs, recollint informació i sorprenent el senussi, que aviat va perdre el contacte amb la vall del Nil i després es van aïllar en els oasis capturats, fins que es van envair o forçats a rendir-se per fam i malalties.
En 2001, Strachan descriu les hostilitats en Líbia com una guerra independent de la Primera Guerra Mundial, que van començar en 1911 i acabar en 1931. La població local es va resistir a una apropiació colonial de terres, i va esdevenir un Moviment d'Alliberament Nacional.
La superioritat tecnològica dels britànics i l'enorme espai escassament habitat del desert, van crear una gran mobilitat i acció decisiva, el contrari dels efectes de la industrialitzada guerra en Europa. L'equip i els mètodes que ràpidament van derrotar els senussi entre 1915 i 1916 es van adoptar al Sinaí, Palestina i Síria entre 1917 i 1918.

### La pau
Al març de 1917, les forces senussi van rebre l'ordre de retirar-se d'Egipte i dirigir-se cap a Líbia. L'atac dels senussi a Egipte no va ajudar l'Imperi Otomà a derrotar els britànics a l'est del canal de Suez, i la majoria de la població egípcia no va unir-se al gihad ni es va aixecar contra els britànics.
Sàyyid Àhmad es va veure afectat per la derrota i el seu nebot, sàyyid Idris, que s'havia oposat a la campanya, es va veure afavorit a costa del seu oncle. L'acord de pau entre els britànics i els senussi acordat el 12 d'abril de 1917 (la pau d'Akramah), va reconèixer Idirs com a Emir de Cirenaica (i eventualment va esdevenir el Rei Idris I de Líbia). Es va requerir a Idris de lliurar a tots els britànics, egipcis o ciutadans aliats, que havien estat capturats, i a obligar els oficials otomans i els seus aliats a rendir-se o a ser expulsats.
Es va permetre una força de cinquanta policies en Al-Jaghbub, però no es va permetre cap altra força militar, en Siwa o en Egipte. Els britànics es van comprometre a permetre el comerç a través Sallum i van fer romandre Al-Jaghbub a Egipte, però sota l'administració d'Idris, amb el compromís de no permetre que les forces militars entressin a Egipte. Dos dies més tard, Idris va arribar a un acord amb els italians i va signar un modus vivendi, després de la qual cosa la frontera occidental es va mantenir en calma durant la resta de la guerra.
Sàyyid Àhmad va romandre durant un any, i a l'agost de 1918 va viatjar a Constantinoble en un submarí austrohongarès, on va dur a terme la propaganda panislàmica.